# Jocelyne Roy-Vienneau
Jocelyne Roy-Vienneau (Miramichi, 1956 - Bathurst, 2 de agosto de 2019) foi uma tenente-governadora da província de Nova Brunswick no Canadá. Ela foi eleita como tenente-governadora em 23 de outubro de 2014. Foi a representante do vice-rei da rainha Elizabeth II do Canadá na província de Nova Brunswick.